# Vysoký hřbet
Vysoký hřebet är ett berg i Tjeckien.   Det ligger i regionen Plzeň, i den sydvästra delen av landet, 130 km sydväst om huvudstaden Prag. Toppen på Vysoký hřebet är 1 078 meter över havet.
Terrängen runt Vysoký hřebet är huvudsakligen kuperad.Runt Vysoký hřebet är det glesbefolkat, med 11 invånare per kvadratkilometer. Närmaste större samhälle är Sušice, 12,6 km nordost om Vysoký hřebet. I omgivningarna runt Vysoký hřebet växer i huvudsak blandskog.